# Pasemah
Pour la langue, voir Pasemah (langue).
Les Pasemah ou Besemah sont une population de la province de Sumatra du Sud en Indonésie. Au  nombre de 400 000 (1989), ils habitent sur les flancs de la partie centrale de la chaîne des Bukit Barisan.

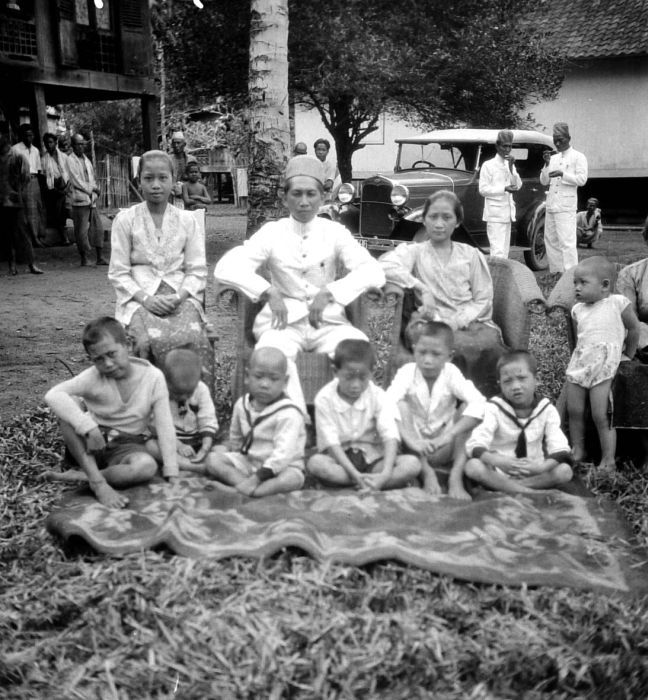
Le chef de village de Muara Beliti et sa famille (1939)
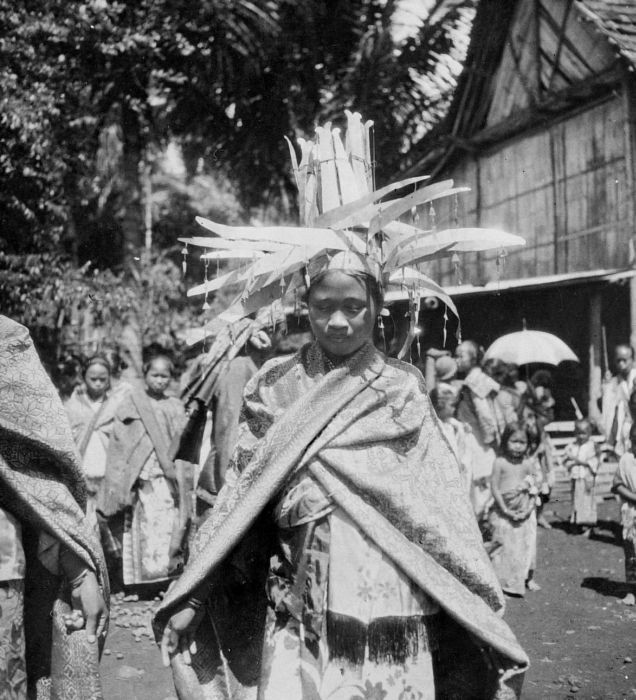
Femmes pasemah exécutant une danse
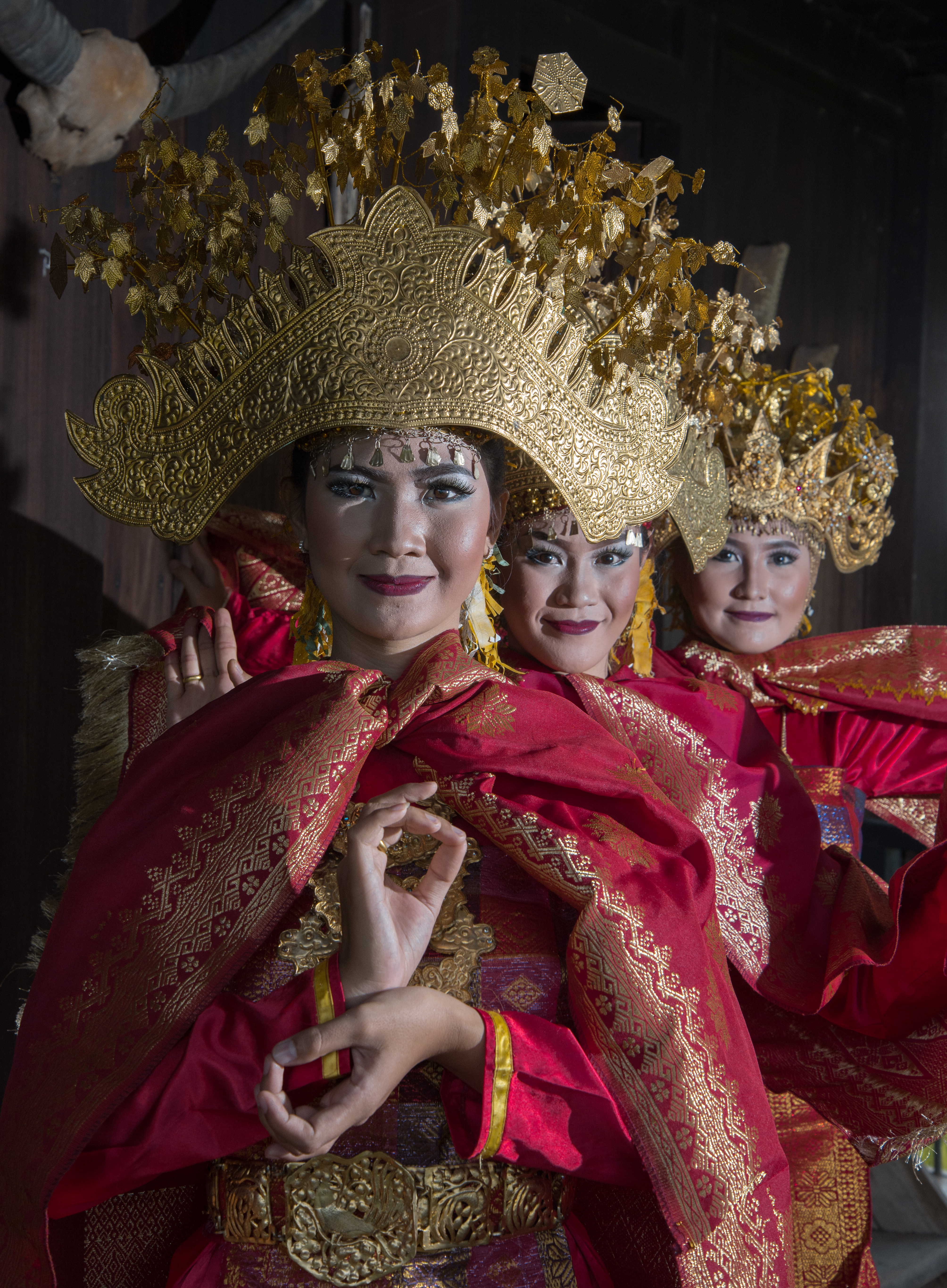
Tari kebagh, ou danse Kebagh, traditionnelle chez les Pasemah. Mai 2017.

Le plateau de Pasemah a été nommé d'après cette population.

## Langue
La langue pasemah, encore appelée "malais central", est une forme de malais.